# Fomins & Kleins
Fomins & Kleins är en lettisk musikgrupp som deltog i Eurovision Song Contest 2004 med låten Dziesma par laimi (sv: En sång om lycka).
De tävlade i semifinalen och nådde inte finalen då de endast fick 23 poäng vilket räckte till sjuttonde plats.